# José Antônio de Mendonça

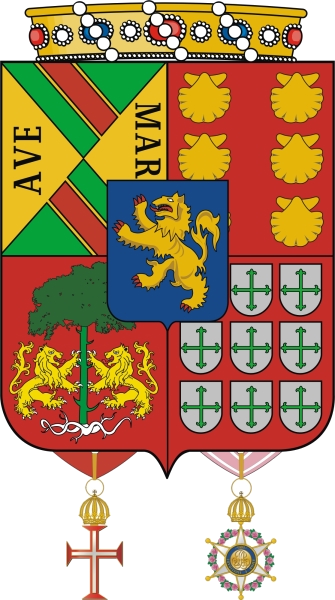
Brasão do Barão de Jarguá medalhado com as comendas da Ordem de Cristo de Portugal e da Imperial Ordem da Rosa.

José Antônio de Mendonça, primeiro e único barão de Jaraguá (Algarve, 21 de julho de 1800 — Portugal, 17 de fevereiro de 1870) foi um político e industrial luso-brasileiro.
Filho de José Antônio de Mendonça e de Bárbara Francisca Xavier de Matos Moreira, era irmão do barão de Alcantarilha e casado com Francisca Eugênia Benedita de Bomfim Alves. Veio ao Brasil em 1819 quando contava com 19 anos e veio a pedido de seu avô José de Mendonça de Matos Moreira e estabeleceu-se em Alagoas.
Foi deputado provincial e responsável pela transferência da capital de Alagoas da cidade de Alagoas (atual Marechal Deodoro) para Maceió. Deu as boas-vindas ao imperador D. Pedro II em sua visita ao estado.
Foi comandante da Guarda Nacional de Maceió, em 1849, em 1827, foi designado Capitão da Cavalaria Auxiliar, tendo recebido em 22 de outubro de 1839 a patente do posto de Tenente da 3ª Companhia do Regimento de Cavalaria Ligeira da 2ª linha do exercito. Em 14 de março de 1842 ascende ao posto de coronel e chefe da legião da Guarda Nacional das Alagoas. Foi proprietário do engenho três bocas e Oriente.
Foi um dos Responsáveis pela fundação da Companhia União Mercantil, em Fernão Velho, em 1857, a primeira indústria têxtil de Alagoas,  aprovada pelo decreto de 22 de agosto de 1857, somente começando a funcionar em 1863, inicialmente com setenta teares, movidos hidraulicamente, dos quais sessenta teavam panos grossos para sacos de açúcar, cinco produziam cobertores para os escravos e cinco panos para velas de navios. Anos mais tarde ela pertenceria ao comendador Jacintho Nunes Leite.

## Últimos anos e morte
A conselho médico decidiu viajar para a Europa em 14 de março de 1869, acompanhado de sua filha dona Isabel de Mendonça, o marido desta o doutor Francisco Pinto Pessoa bem como a filha do casal.
Em 15 de julho de 1869 chegaram a Portugal, mas precisamente em Alcantarilha, às 5 horas da manhã do dia 31 de agosto, sofreu uma congestão cerebral vindo a falecer em 14 de agosto do ano seguinte, aos 70 anos incompletos. Sua esposa a baronesa de Jaraguá viria a falecer em seu engenho do Oriente sete anos depois na madrugada do dia 20 de dezembro de 1877, foi sepultada por escravos e seu funeral foi acompanhado por pessoas da região.

## Palacete do Barão de Jaraguá
O Palacete Barão de Jaraguá, que está localizado no centro de Maceió, mas precisamente na praça D. Pedro II, foi construída em estilo neoclássico, era considerado o melhor exemplar da arquitetura em Maceió e levou seis anos para ser construído, o palacete tem 106 palmos de frente 1 197 de fundo sobre o alicerce de pedra e granito, argamassa e cal.
No imponente prédio foram acomodados os imperadores D. Pedro II e a imperatriz D. Teresa Cristina, que estavam em visita à província (estado) de Alagoas e que no dia 31 de dezembro de 1859 foram à inauguração da Igreja Matriz de Nossa Senhora dos Prazeres.
Após a visita imperial o prédio foi pedido à venda pelo presidente da província Souza Dantas, que queria ali instalar o Palácio da Presidência e outras repartições públicas. Porém o barão acabou por não aceitar a proposta, pois, considerou o valor 130:000$000 (cento e trinta contos de réis), inferior ao valor real do palacete.
O palacete tem 106 palmos de frente 1 197 de fundo sobre o alicerce de pedra e granito, argamassa e cal. O palacete enfim fora desapropriado em 30 de abril de 1962, decreto estadual N. 1.026 firmado pelo governador Luiz de Souza Cavalcanti. O prédio foi tombado em 1º de abril de 1985, pelo decreto estadual N. 6.219 e pelo decreto de número 29.175 de novembro de 2013, assinado pelo então governador Teotônio Vilela Filho o palacete foi designado Biblioteca Pública Estadual Graciliano Ramos, que hoje contém um acervo de 60 mil exemplares.

## Títulos e honrarias
Criação do título: Barão por decreto de 4 de março de 1860, comendador da Imperial Ordem da Rosa e da Imperial Ordem de Cristo.
.
Brasão de armas: Escudo esquartelado: no primeiro quartel as armas dos Mendonças, que são o escudo franchado, ao primeiro de verde, uma banda vermelha coticada de ouro ; no segundo um S preto, em campo de ouro; e assim dos contrários. No segundo quartel, as armas dos Vieiras, — em campo vermelho seis vieiras de ouro em duas palas. No terceiro as dos Mattos, — em campo vermelho um pinheiro de verde, com frutos, perfis e raízes de ouro entre dois leões do mesmo, armados de azul. No quarto as dos Moreiras. Em campo vermelho nove escudetes de prata, e sobre cada um, uma cruz florida verde, como as do Aviz, em três palas. E no meio um cscudete com as armas dos Castelos Branco, que são, em campo azul um leão de ouro rompante, armado de goles. Elmo de prata aberto, guarnecido de ouro. Paquife: dos metais e cores das armas. Timbre: o leão dos Castelos Branco. (Brasão passado em 13 de Setembro de 1861.  Reg. no Cartório da Nobreza, Liv. VI, ns. 4.,).